# بريان كوين
بريان كوين (بالإرلندية Brian Ó Comhain) ولد 10 جانفي 1960 وهو سياسي إيرلندي وعضو في حزب فيانا فيل ورئيس حكومة إيرلندا السابق.
ترأس براين عدة وزارات قبل أن يصبح على رأس الحكومة وهي وزارة المالية (2004-2008)، وزارة الخارجية (2000-2004)، وزارة الصحة والشباب (1997 -200)، وزارة النقل والطاقة والاتصالات (1993-1994)، وزارة الفنون والرياضة والسياحة (1993) ووزارة العمل (1993).
انتخب رئيسا لحزب فيينا فيال في 9 أفريل 2008 بعد استقالة بيرتي أهرن ما أدى إلى تعيينه رئيسا للوزراء 7 ماي بواسطة مجلس ديل إيرن، وبسبب نتائج الأزمة الاقتصادية العالمية على الاقتصاد الإيرلندي قرر في نهاية 2010 طلب مساعدة أوربية ودولية وعزم على حل مجلس الديل إيرن، ليجبر لاحقا على ترك رئاسة الحزب في 22 جانفي 2011  ويتم تعويضه بعد 6 أسابيع على رأس الحكومة بإيندا كينـي.

## روابط خارجية
- بريان كوين على موقع الموسوعة البريطانية (الإنجليزية)
- بريان كوين على موقع مونزينجر (الألمانية)
- بريان كوين على موقع إن إن دي بي (الإنجليزية)